# Adam Buddle
Adam Buddle (1662-1715) est un ecclésiastique et un botaniste anglais.